# 9020 Eucryphia
9020 Eucryphia este un asteroid din centura principală de asteroizi.

## Descriere
9020 Eucryphia este un asteroid din centura principală de asteroizi. A fost descoperit pe 19 septembrie 1987 la Smolyan de Eric Walter Elst. El prezintă o orbită caracterizată de o semiaxă mare de 2,57 ua, o excentricitate de 0,17 și o înclinație de 6,8° în raport cu ecliptica.